# Pediella ancashensis
Pediella ancashensis är en insektsart som beskrevs av Cigliano, Amédégnato, Pocco och Lange 2010. Pediella ancashensis ingår i släktet Pediella och familjen gräshoppor. Inga underarter finns listade i Catalogue of Life.